# Sécurité alimentaire à Madagascar
Madagascar est en proie à l'instabilité politique et économique, à la pauvreté et à l'insécurité alimentaire. Alors que le pays s’est engagé dans un ambitieux programme de transformation visant à améliorer les indicateurs sociaux, économiques et de gouvernance entre 2002 et 2008, la crise politique de 2009 a fait dévier ces améliorations. Ces conflits politiques, combinés au ralentissement financier mondial, ont entraîné une baisse de 4 % de la croissance économique en 2009 (Banque mondiale 2012).

## Aperçu
Selon le Rapport sur le développement humain 2009 du Programme des Nations Unies pour le développement, environ les deux tiers de la population vivent en dessous du seuil de pauvreté, 30 pour cent sont analphabètes, seulement 47 pour cent ont accès à l'eau potable, avec une espérance de vie à la naissance de 61 ans. Madagascar se classe au 135ème rang sur 169 pays dans l'indice de développement humain.
Les approvisionnements alimentaires manquent de diversité et ne répondent pas aux besoins de la population. Un tiers de la population est sous-alimenté. Conjuguée à la réduction des disponibilités alimentaires, au manque d'accès à la nourriture et aux catastrophes naturelles, la pauvreté est une cause majeure de l'insécurité alimentaire des ménages. La pauvreté est omniprésente dans les zones rurales. Environ 85 pour cent des pauvres vivent dans les zones rurales et 60 pour cent d’entre eux sont considérés comme extrêmement pauvres. Avec la croissance démographique, la situation s'est aggravée, si bien que la moitié des enfants malgaches présentent des signes de malnutrition chronique. La province de Toliara, dans le Sud-Ouest, présente le taux de pauvreté le plus élevé, mais la majorité des ruraux pauvres sont concentrés dans les trois provinces les plus densément peuplées d'Antananarivo, Fianarantsoa et Toamasina,,.
Les pauvres sont particulièrement vulnérables aux risques climatiques du simple fait de leur pauvreté. Les ménages pauvres ont peu d’actifs à vendre et leur consommation est déjà faible. En période de pénurie, ils n’ont donc pas grand-chose pour se protéger de l’insécurité alimentaire. Les groupes les plus vulnérables dans les zones rurales sont les femmes (qui représentent 55 pour cent de la population et 80 pour cent de la population économiquement active) et les enfants de moins de cinq ans. Les stratégies de survie visant à garantir un approvisionnement alimentaire suffisant et à minimiser les risques comprennent la diversification des activités agricoles, le développement d'activités non agricoles, la migration saisonnière ou permanente et le travail salarié. Néanmoins, la vulnérabilité de la population malgache s'est aggravée au fil des années de catastrophes naturelles, d'instabilité politique et d'investissements limités dans les infrastructures sociales, les mécanismes d'adaptation étant largement épuisés. La dégradation de l'environnement et l'érosion des sols nuisent encore davantage à la capacité des populations rurales à faire face.
En raison de sa position géographique, Madagascar succombe chaque année aux effets des catastrophes naturelles, qui frappent régulièrement différentes régions du pays et affectent la situation alimentaire de différentes couches de la population. En 39 ans (de 1968 à 2007), les tempêtes tropicales, les cyclones et les inondations qui en ont résulté ont causé des dégâts estimés à près de 1,6 milliard de dollars et touché 8 millions de personnes. Les sécheresses aiguës ont touché près de 2,7 millions de personnes, en plus des effets des sécheresses récurrentes dans le Sud. Par ailleurs, Madagascar est régulièrement touchée par les criquets.
Le système national de gestion des risques de catastrophe (DRM) consiste en une structure décentralisée de comités DRM (notamment aux niveaux des régions, des districts et des communes) sous l'égide du Conseil National de Gestion des Risques et des Catastrophes, sous la tutelle du Cabinet du Premier Ministre. Les bailleurs de fonds soutiennent substantiellement le Gouvernement dans la mise en place et la mise en œuvre de ce système.

## Voir également